# Wingene
Wingene è un comune belga di 14 134 abitanti, situato nella provincia fiamminga delle Fiandre Occidentali, circa 20 km a sud del capoluogo Bruges. È costituito dal centro di Wingene vero e proprio e dalla frazione di Zwevezele, fino al 1977 comune autonomo.